# Ferroptoza
Ferroptoza – forma programowanej śmierci komórkowej, zależnej od procesów redoks zależna od żelaza, charakteryzująca się akumulacją nadtlenków lipidów i różniąca się genetycznie i biochemicznie od innych form regulowanej śmierci komórek, takich jak apoptoza. Została zidentyfikowana jako mechanizm śmierci komórek w chorobach Parkinsona i Huntingtona oraz sepsie.
Termin ferroptosis  powstał w 2012 r., pochodzi od ferrum, łacińskiego słowa oznaczającego żelazo i greckiego ptosis, oznaczającego upadek. Zjawisko to jako pierwszy opisał w 2012 r. Scott J. Dixon, jako żelazo-zależny, nie-apoptotyczny rodzaj śmierci komórki.
Poszczególne mechanizmy zaangażowane w tego rodzaju śmierć komórek pozostają tylko częściowo zrozumiałe. Znana jest ważna rola enzymów metabolizujących lipidy w kierunku ich utleniania: ACSL4 i LPCAT3. Aby uruchomić mechanizm,  w błonie komórkowej musi być obecna pewna ilość specyficznych utlenionych cząsteczek lipidowych.
Kolejne dwa białka, PEBP1 oraz lipoksygenaza, tworzą kompleks stanowiący maszynę inicjującą peroksydację lipidów, a w efekcie śmierć komórki. Istnienie tego kompleksu zostało po raz pierwszy odkryte w 2017 r. Mechanizm inicjujący ferroptozę może zostać zaburzony przez oddziaływanie substratu kompleksu PEBP1-lipoksygenza z tlenkiem azotu.
Ferroptoza odgrywa istotną rolę w leczeniu nowotworów i może przyczyniać się do degradacji tkanki w urazie mózgu, chorobach nerek i astmie.